# اکیکو کاواز (شناگر)
اکیکو کاواز (انگلیسی: Akiko Kawase؛ زادهٔ ۱۳ july ۱۹۷۱ (۵۳ سال)) ورزشکار شنای موزون اهل ژاپن است.
وی در مسابقات کشوری و بین‌المللی در مجموع برندهٔ ۱ مدال برنز شده است.